# Jonas Tesarz
Jonas Tesarz (* 1979 in Leimen) ist ein deutscher Arzt, Facharzt für Innere Medizin und Facharzt für Psychosomatische Medizin und Psychotherapie, und Hochschullehrer. Seit 2017 ist er Privatdozent und seit 2019 außerplanmäßiger Professor am Universitätsklinikum Heidelberg.

## Leistungen
Jonas Tesarz studierte von 2004 bis 2005 Philosophie und Linguistik sowie von 2000 bis 2007 Medizin in Heidelberg. Seine Promotion zum Dr. med. erfolgte 2013 über Unterschiede in der spinalen Expression von c-Fos und FosB immunreaktiven Neuronen im Rückenmark der Ratte nach Reizung von nozizeptiven Fasern der Haut und des Muskels bei Siegfried Mense. 2017 erfolgte seine Habilitation mit Venia legendi für das Fach Allgemeine Innere Medizin und Psychosomatik.
Tesarz war von 2008 bis Anfang 2014 wissenschaftlicher Mitarbeiter bzw. Weiterbildungsassistent an unterschiedlichen Einrichtungen der Universität Heidelberg. Anschließend war er bis März 2017 Facharzt für Innere Medizin an der Klinik für Allgemeine Innere Medizin und Psychosomatik der Universität Heidelberg. Es folgte bis 2018 die Leitung des Psychosomatischen Konsiliar- und Liaisondienstes der Reizdarmambulanz am Universitätsklinikum Heidelberg und seit 2020 die Stellung als geschäftsführender Oberarzt der Klinik für Allgemeine Innere Medizin und Psychosomatik. Er ist Mandatsträger des Deutschen Kollegiums für Psychosomatische Medizin (DKPM) für die S3-Leitlinie Reizdarmsyndrom, die S3-Leitlinie Intestinale Motilitätsstörungen, sowie die S3-Leitlinie Neuroborreliose. Die Schwerpunkte seiner klinischen Tätigkeit liegen in der psychologischen Schmerztherapie sowie der Behandlung chronischer Schmerzen bei Hochleistungssportlern. Zusätzlich ist er als Privatdozent und außerplanmäßiger Professor tätig und seit 07/2019 Teilprojektleiter im DFG-Sonderforschungsbereich 1158. Seine wissenschaftlichen Schwerpunkte liegen auf der Erforschung des Einflusses frühkindlicher Stresserfahrungen und psychischer Traumata auf die zentralnervöse Schmerzverarbeitung, Schmerz und Schmerzempfinden bei Hochleistungssportlern, sowie die Entwicklung neuer Behandlungsansätze in der Schmerztherapie.
Neben seiner wissenschaftlichen Tätigkeit ist er Sprecher des vom Bundesministerium für Bildung und Forschung geförderten Deutsch-Chinesischen Alumni-Netzwerks für Psychosomatische Medizin und Psychotherapie (DCAPP) zur Stärkung der China-Kompetenz auf dem Gebiet der Psychosomatischen Medizin und Psychotherapie in Klinik, Lehre, Forschung und Gesundheitswesen.
Er ist Herausgeber der Buchreihe Komplexe Krisen und Störungen bei Klett-Cotta (gemeinsam mit Günter H. Seidler und Annette Streek-Fischer) und Autor mehrerer Bücher.
In Deutschland wird er als einer der Experten für EMDR angesehen.

## Auszeichnungen
- Deutscher Förderpreis für Schmerzforschung (2015)[11]
- Günter-Jantschek-Forschungspreis des Deutschen Kollegiums für Psychosomatische Medizin (DKPM) (2018)[1]

## Veröffentlichungen (Auswahl)
- gemeinsam mit Siegfried Mense: Tetrodotoxin-resistant fibres and spinal Fos expression: differences between input from muscle and Skin. Experimental Brain Research, 224(4), 2013, S. 571–580.
- mit Günter H. Seidler, Wolfgang Eich: Schmerzen behandeln mit EMDR. Das Praxishandbuch. Klett-Cotta, Stuttgart 2015; 2. Auflage 2016, ISBN 978-3-608-94881-3 (Rezension, socialnet.de).
- Psychosomatik in der Schmerztherapie. Klett-Cotta, Stuttgart 2018, ISBN 978-3-608-96152-2.
- gemeinsam u. a. mit Wolfgang Eich: Widespread pain is a risk factor for cardiovascular mortality: results from the Framingham Heart Study. European Heart Journal, 40(20), 2019, S. 1609–1617.